# Rolls-Royce Turbomeca Adour
Rolls-Royce Turbomeca Adour je dvouhřídelový dvouproudový letecký motor vyvinutý společností Rolls-Royce Turbomeca Limited, což je společný podnik společností Rolls-Royce (Spojené království) a Turbomeca (Francie). Motor byl pojmenován Adour, což je řeka v jihozápadní Francii.

## Historie
Adour je dvouproudový motor vyvíjený hlavně pro anglo-francouzský bitevní letoun SEPECAT Jaguar, který byl poprvé úspěšně spuštěn v roce 1968. Je vyráběn ve verzi s přídavným spalováním nebo bez něho.
Bylo vyrobeno více než 2 800 motorů Adour (údaj z března 2009) pro více než 20 ozbrojených složek, u kterých nalétaly do března 2009 kolem 7 miliónů letových hodin. Americké vojenské označení tohoto motoru je F405-RR-401 (odvozený od motoru Adour Mk 871), a tento motor je v současnosti používán flotilou cvičných proudových letounů Boeing / BAE Systems T-45 Goshawk amerického námořnictva (US Navy).

## Varianty
Motory pro testování ve zkušebnách
Deset prototypů motorů, které byly postaveny pro testování u společností Rolls-Royce a Turbomeca.
Motory pro testování za letu
Vývoj motorů pro prototypy letounů Jaguar. Postaveno 25 kusů.

### Motory s přídavným spalováním
- Adour Mk 101 – První výrobní varianta pro letouny Jaguar.[3]
- Adour Mk 102 – Druhá výrobní vylepšená varianta pro letouny Jaguar.[3]
- Adour Mk 104 – Varianta pro výměnu motorů britských Jaguarů v roce 1984.
- Adour Mk 106 – Náhrada za motory Jaguarů Mk 104 vyvinutá z motoru Adour Mk 871 s přidáním přídavného spalování. RAF namontovala tyto motory na flotilu svých Jaguarů jako součást jejich vylepšení na standard GR3.[4] Na počátku května 2007 po vyřazení posledních 16 Jaguarů 6. perutě RAF na základně Coningsby byly motory Adour 106 vyřazeny ze služby u RAF.[5]
- Adour Mk 801 – Motory pro japonské letouny Mitsubishi F-1 a T-2.
- TF40-IHI-801A – Licenčně vyráběná verze motoru Mk 801 u společnosti IHI Corporation pro japonské letouny Mitsubishi F-1 a T-2.
- Adour Mk 804 – Licenčně vyráběný motor u společnosti Hindustan Aeronautics Limited pro první indické Jaguary.
- Adour Mk 811 – Licenčně vyráběný motor u společnosti HAL pro další indické Jaguary.
- Adour Mk 821 – Vylepšené letouny Mk 804 a Mk 811.

### Motory bez přídavného spalování
- Adour Mk 151
- Adour Mk 151A – Motory používané akrobatickou skupinou Red Arrows, které zahrnují upravené trysky pro generování dýmu.
- Adour Mk 861
- Adour Mk 871
- F405-RR-401 – Motory podobné motorům Mk 871 pro letouny US Navy T-45 Goshawk.
- Adour Mk 951 – Navrženy pro pozdější verze letounu BAE Hawk a pohánějí i technologické demonstrátory bezpilotních letounů BAE Taranis a Dassault nEUROn.[6]
- F405-RR-402 – Vylepšený motor F405-RR-401, zahrnuje i technologie motoru Mk 951. Očekává se, že vstoupí do služby v roce 2012.

## Použití
- Aermacchi MB-338 (nebyl postaven)
- BAE Hawk
- BAE Taranis (vývoj bezpilotního letounu)
- Dassault nEUROn (vývoj bezpilotního letounu)
- McDonnell Douglas T-45 Goshawk
- SEPECAT Jaguar
- Mitsubishi F-1
- Mitsubishi T-2

## Specifikace (Adour Mk 106)
Data pocházejí z webu „Rolls-royce“.

### Technické údaje
- Typ: dvoproudový motor
- Délka: 2,90 m
- Průměr: 0,57 m
- Hmotnost: 809 kg

### Součásti motoru
- Kompresor: dvoustupňový nízkotlaký a pětistupňový vysokotlaký
- Turbína: jednostupňová nízkotlaká i vysokotlaká

### Výkony
- Maximální tah: 27,0 kN (6 000 lb), 37,5 kN (8 430 lb) s přídavným spalováním
- Celkové stlačení za kompresorem: 10,4
- Poměr tah/hmotnost: 4,725